# Садовий (Руднянський район)
Садовий (рос. Садовый) — селище у Руднянському районі Волгоградської області Російської Федерації.
Населення становить 231 особу. Входить до складу муніципального утворення Руднянське міське поселення.

## Історія
Селище розташоване у межах українського історичного та культурного регіону Жовтий Клин.
Згідно із законом від 21 грудня 2004 року № 968-ОД органом місцевого самоврядування є Руднянське міське поселення.

## Населення
| 2010 |
| ---- |
| 231  |